# Phebe Novakovic
Phebe N. Novakovic, född 1958, är en amerikansk företagsledare. Hon är både styrelseordförande och VD för den amerikanska vapentillverkaren General Dynamics Corporation sedan 1 januari 2013, när hon efterträdde Jay L. Johnson. Novakovic sitter också i styrelsen för den amerikanska läkemedelsbolaget Abbott Laboratories sedan 2010. Dessförinnan har hon arbetat för den amerikanska underrättelsetjänsten Central Intelligence Agency (CIA), kabinetterna för presidenterna George H.W. Bush och Bill Clinton, USA:s försvarsdepartement och slutligen som president och COO för just General Dynamics.
Novakovic avlade en master of business administration vid Wharton School.
Hon var gift med Michael G. Vickers, en före detta medlem i U.S. Army Special Forces och som blev chefsstrateg för CIA:s hemliga operationer under det afghanska-sovjetiska kriget. Underrättelsetjänstens uppgift var att beväpna Mujaheddin för att försvåra och fördröja Sovjetunionens misslyckade invasion av Afghanistan. Han blev senare skede undersekreterare för underrättelsefrågor på USA:s försvarsdepartement. Hennes nuvarande make är David Morrison som arbetade som chefslobbyist för flygjätten The Boeing Company.